# Dampierre-et-Flée
Dampierre-et-Flée è un comune francese di 117 abitanti situato nel dipartimento della Côte-d'Or nella regione della Borgogna-Franca Contea.

## Società

### Evoluzione demografica
Abitanti censiti